# Gimnasia en los Juegos Asiáticos
La Gimnasia en los Juegos Asiáticos tuvo su primera aparición en el año 1974 en Terán, Irán y ha estado en el programa de los juegos desde entonces. La gimnasia rítmica tuvo su debut en la edición de 1994 y el evento de trampolín debutó en la edición de 2006.
China es el país que ha dominado en gimnasia en los juegos, donde ha sido el máximo ganador de medallas en cada edición de los Juegos Asiáticos.

## Ediciones
| Edición | Año  | Ciudad Sede | País Sede     | Campeón | 2º Lugar        | 3º Lugar        |
| ------- | ---- | ----------- | ------------- | ------- | --------------- | --------------- |
| VII     | 1974 | Tehran      | Irán          | China   | Japón           | Corea del Sur   |
| VIII    | 1978 | Bangkok     | Tailandia     | China   | Japón           | Corea del Norte |
| IX      | 1982 | New Delhi   | India         | China   | Corea del Norte | Japón           |
| X       | 1986 | Seoul       | Corea del Sur | China   | Corea del Sur   | Japón           |
| XI      | 1990 | Beijing     | China         | China   | Corea del Norte | Japón           |
| XII     | 1994 | Hiroshima   | Japón         | China   | Corea del Sur   | Japón           |
| XIII    | 1998 | Bangkok     | Tailandia     | China   | Corea del Norte | Corea del Sur   |
| XIV     | 2002 | Busan       | Corea del Sur | China   | Corea del Sur   | Corea del Norte |
| XV      | 2006 | Doha        | Catar         | China   | Corea del Norte | Japón           |
| XVI     | 2010 | Guangzhou   | China         | China   | Corea del Sur   | Kazajistán      |
| XVII    | 2014 | Incheon     | Corea del Sur | China   | Japón           | Corea del Norte |

## Medallero
| #     | País               | Oro | Plata | Bronce | Total |
| ----- | ------------------ | --- | ----- | ------ | ----- |
| 1     | China              | 132 | 84    | 34     | 250   |
| 2     | Japón              | 19  | 30    | 47     | 96    |
| 3     | Corea del Sur      | 17  | 18    | 33     | 68    |
| 4     | Corea del Norte    | 16  | 20    | 23     | 59    |
| 5     | Kazajistán         | 4   | 5     | 12     | 21    |
| 6     | Uzbekistán         | 3   | 9     | 7      | 19    |
| 7     | Hong Kong          | 1   | 0     | 0      | 1     |
| 7     | Tailandia          | 1   | 0     | 0      | 1     |
| 9     | Vietnam            | 0   | 1     | 3      | 4     |
| 10    | Malasia            | 0   | 1     | 0      | 1     |
| 11    | República de China | 0   | 0     | 7      | 7     |
| 12    | India              | 0   | 0     | 1      | 1     |
| Total | Total              | 193 | 168   | 167    | 528   |